# Hoffmannstropfen
Unter Hoffmannstropfen (1870: Hoffmannsgeist, benannt nach ihrem Erfinder, dem Halleschen Arzt Friedrich Hoffmann, 1660–1742) oder Ätherweingeist (fachsprachlich Spiritus aethereus, seltener Spiritus aetheris genannt) wird ein zur medizinischen Verwendung bestimmtes Gemisch aus drei Teilen Ethanol oder Weingeist und einem Teil Diethylether verstanden.
Traditionell wurde der Spiritus aethereus als Arzneimittel,  beispielsweise bei Schwächezuständen, Ohnmachten, Neuralgien, krampfhaften Affektionen und starkem Erbrechen angewendet. Die typische Dosierung liegt bei 20 bis 40 Tropfen, die oral in einem Glas Wasser oder auf einem Zuckerwürfel eingenommen werden. Nach modernen Untersuchungen haben die Hoffmannstropfen eine gefäßerweiternde und leicht blutdrucksenkende Wirkung. Auch bei der Herstellung von Tinkturen und Essenzen finden sie Verwendung.
Der Hallenser Medizinprofessor Hoffmann verschrieb regelmäßig Spiritusse, darunter am häufigsten den von ihm so bezeichneten Liquor anodynus mineralis, von ihm auch „mein weisser spiritus mineralis“ genannt. Seine geheimgehaltene Rezeptur war jedoch nicht Ether in Weingeist, sondern eine Lösung von schwefliger Säure beziehungsweise Schwefelsäure in Ethanol, die nur geringe Mengen Ether enthielt. Er produzierte sie in seinem Privatlabor durch Destillation von Schwefelsäure in Ethanol. Hoffmann erfand die Rezeptur Anfang des 18. Jahrhunderts und erhielt 1704 ein Privileg des Kurfürsten von Mainz zu Herstellung und Vertrieb dieses unter anderem bei Schmerzen in Eingeweiden verabreichten Arzneimittels. Angeregt wurde er zu der Zubereitung durch einen von seinem Vater herausgegebenen Kommentar zu Schroeders Pharmakopöe und Texte des Poterius, in denen ein Oleum Vitrioli dulce (vgl. den Terminus „süßes Vitriol“ für Schwefeläther) genannt wird, aber ohne Einzelheiten zu dessen Herstellung.